# Meme
meme(日:ミーム)は2020年5月10日に小田桐仁義によってリリースされた2代目CDシングル及び21代目配信シングル。ダウンロード及びストリーミング版は2020年5月10日。CD版は同年10月4日発売となっている。
8代目kouichitvのエンディングとして使用された。

## 収録

### シングル
- 2nd Single「meme」 DL＆ST/2020年5月10日・CD/2020年10月4日発売

1. meme
2. くるりを塗って
3. おとぎ話をもう一度

CD限定
1. 太陽帆
2. meme(弾き語り)
3. バイバイ2020
4. meme(karaoke)
5. パラレラーズ(karaoke)
6. クエスト(karaoke)
7. トーキョーゾンビ(karaoke)
8. かぜまち(karaoke)
9. Warm Again(karaoke)
10. 桜の城下町(karaoke)
11. バイバイ(karaoke)
12. サマーダンス(karaoke)
13. 白い迷宮(karaoke)
14. Mellow Ride(karaoke)
15. ラムネ(karaoke)
16. ティールな街角(karaoke)
17. ワイハブルー(karaoke)

### ベストアルバム
- 2nd Best Album「STARTER_KIT_2」 2.meme（2022mix）発売:2021年12月20日 (CD＆Download＆Streaming)
- ベストオブコウイチTV 8.meme 発売:2024年3月1日 (CD＆Download＆Streaming)

### 他のアルバム
- KARAOKE KIT 1.meme(karaoke) 発売:2020年7月28日 (Download＆Streaming)
- KARAOKE KIT+ 1.meme(karaoke) 発売:2025年2月9日 (Download)

## MV
- 【仮MV】meme／おだじん(66万再生)[3]